# Zdeněk Sýkora

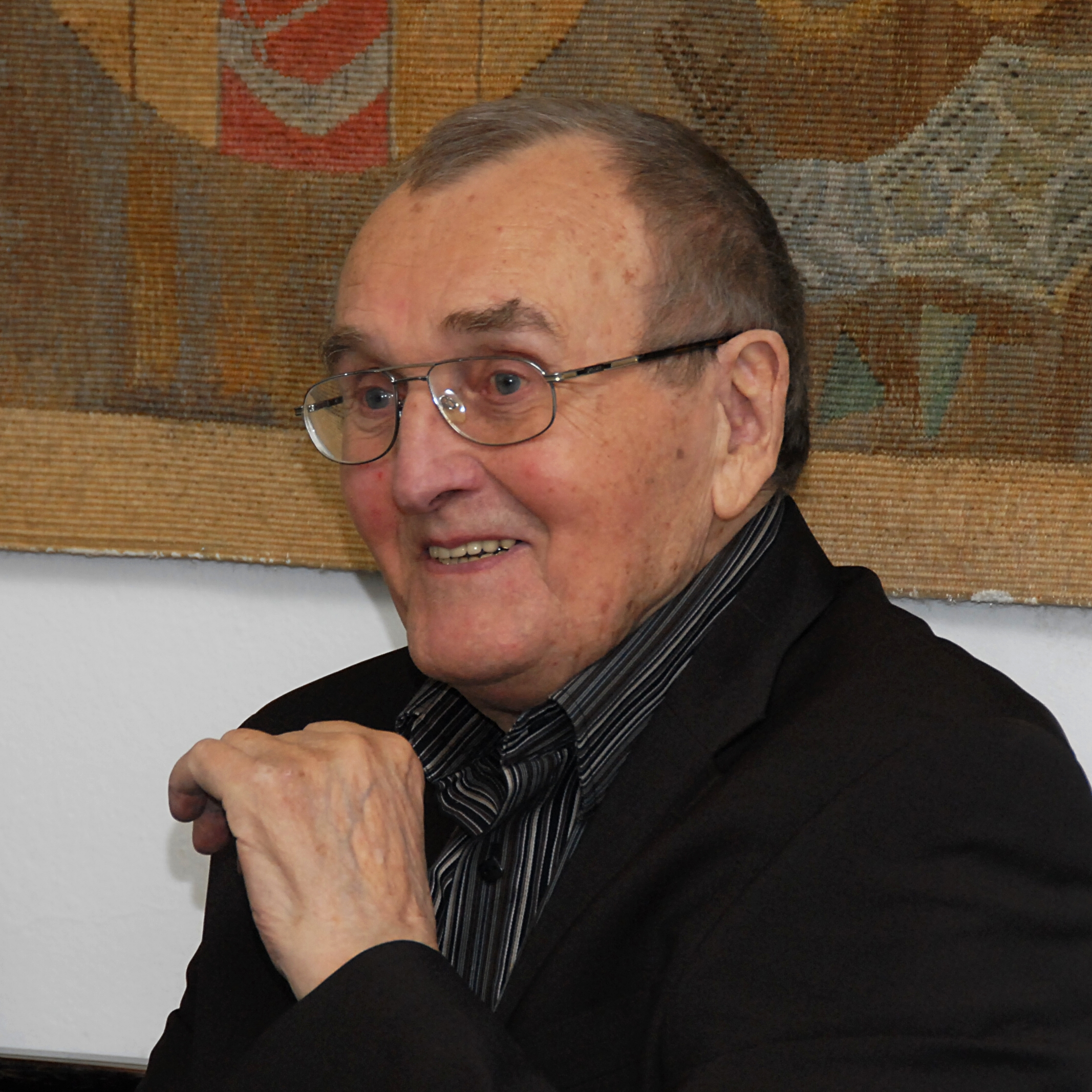
Zdeněk Sýkora (2010)

Zdeněk Sýkora (* 3. Februar 1920 in Louny; † 12. Juli 2011 ebenda) war ein tschechischer Maler und Bildhauer.

## Leben
Sýkora malte seit 1940 und fand um 1960 den Weg zur konstruktivistischen oder Konkreten Kunst. Er war ab 1966 Professor für Malerei an der Karls-Universität Prag.
1964 schuf Sýkora mit einem Physiker der Universität Prag am Computer die Grundlagen für seine konkret-konstruktive Malerei. Zunächst arbeitete er mit mathematisch strukturierten Zufallsverteilungen von Kreisen, Quadraten und Dreiecken. Zdeněk Sýkora war im Jahr 1968 mit einer Druckgrafik und drei Skulpturen Teilnehmer der 4. documenta in Kassel.
Seit 1972 arbeitete er an den „Linienbildern“, die ihm weltweit Ruhm einbrachten als sinnlich höchst anschauliche Meditationen über das Verhältnis von System und Zufall in der Ästhetik.
Sýkora und seine Frau Lenka Sýkorova bezogen aus Büchern mit Zufallszahlen die Parameter für Farbe, Breite und Radienentwicklung von Linienclustern und setzten diese quasi „vorprogrammierten“ Strukturen in klassischer Acrylmalerei um. Sýkora lebte und arbeitete in Louny.

## Ehrungen
- Herbert-Boeckl-Preis in Salzburg (2005)

## Ausstellungen
- 2015/2016: Zdeněk Sýkora – System und Kraft der Linie, Emil Schumacher Museum, Hagen.